# Воля (Кальміуський район)
Во́ля — село в Україні, у Бойківській громаді Кальміуського району Донецької області. Населення становить 103 осіб.

## Загальні відомості
Через село тече річка Кам'янувата, права притока Грузького Єланчика. Відстань до райцентру становить близько 9 км і проходить переважно автошляхом Т 0519.
Перебуває на території, яка тимчасово окупована російськими терористичними військами.

## Населення
За даними перепису 2001 року населення села становило 103 особи, з них 79,61 % зазначили рідною мову українську та 20,39 % — російську.